# NGC 194
NGC 194 est une galaxie elliptique située dans la constellation des Poissons. NGC 194 a été découverte par l'astronome germano-britannique William Herschel en 1790.

## Caractéristiques
Sa vitesse par rapport au fond diffus cosmologique est de 4 884 ± 36 km/s, ce qui correspond à une distance de Hubble de 72,0 ± 5,1 Mpc (∼235 millions d'al).
À ce jour, neuf mesures non basées sur le décalage vers le rouge (redshift) donnent une distance de 61,900 ± 14,408 Mpc (∼202 millions d'al), ce qui est à l'intérieur des valeurs de la distance de Hubble. Notons cependant que c'est avec la valeur moyenne des mesures indépendantes, lorsqu'elles existent, que la base de données NASA/IPAC calcule le diamètre d'une galaxie et qu'en conséquence le diamètre de NGC 194 pourrait être d'environ 35,6 kpc (∼116 000 al) si on utilisait la distance de Hubble pour le calculer.

## Groupe de NGC 182
NGC 194 ainsi que les galaxies NGC 182, NGC 198 et NGC 200 forment le groupe de NGC 182.